# Wallfahrtskirche Tuntenhausen

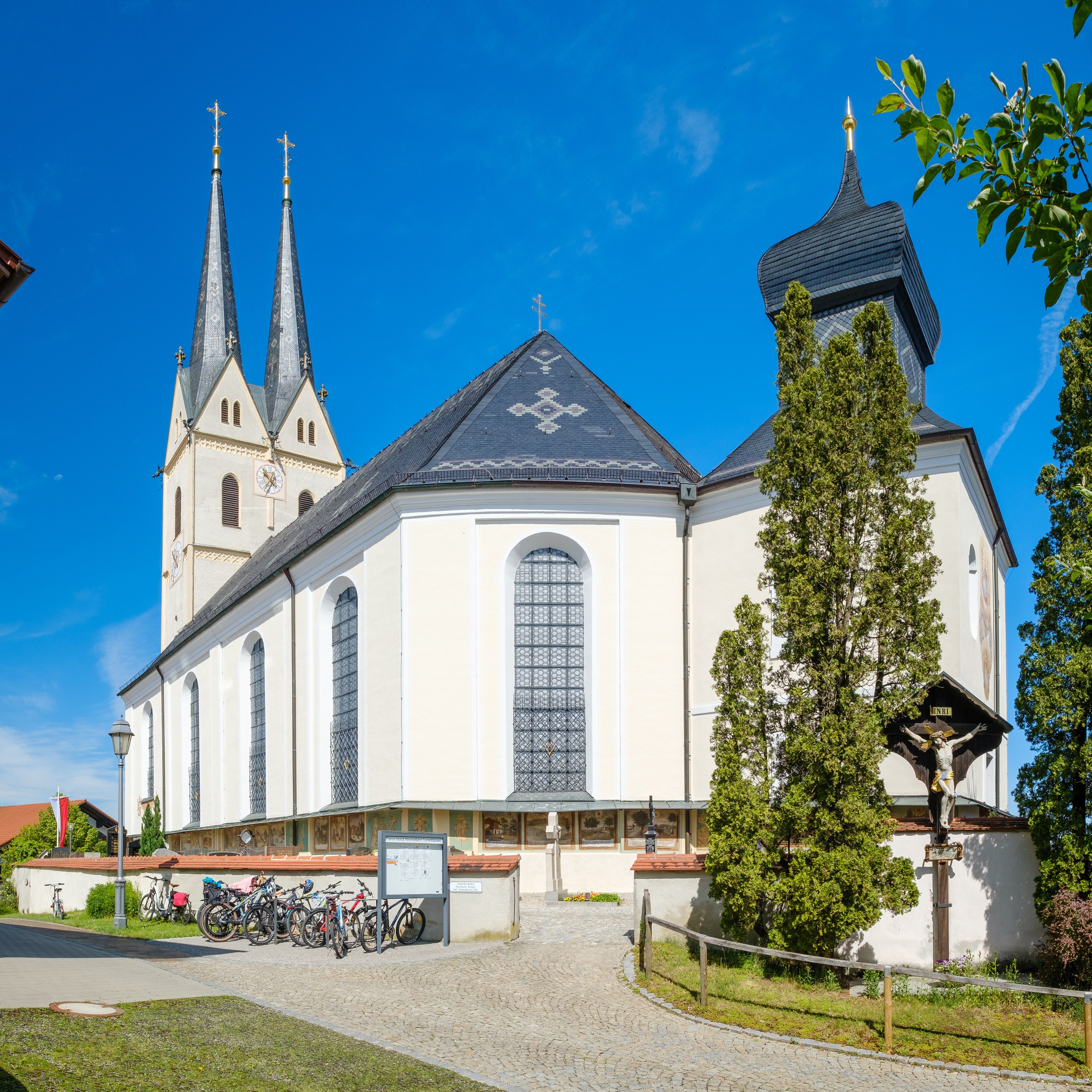
Wallfahrtskirche Mariä Himmelfahrt

Die Wallfahrtskirche Tuntenhausen zählt zu den ältesten Frauenkirchen Altbaierns. Sie befindet sich in der Gemeinde Tuntenhausen im oberbayerischen Landkreis Rosenheim und untersteht dem Erzbistum München und Freising. Das Patrozinium wird am 15. August, dem Hochfest Mariæ Himmelfahrt, begangen. Neben Einzelpilgern ist sie Ziel von ungefähr 130 organisierten Wallfahrten.
Zweimal im Jahr feiern die Mitglieder des Katholischen Männervereins Tuntenhausen ihren Wallfahrtsgottesdienst in der Kirche.

## Geschichte
Die dem Augustinerchorherrenstift Beyharting inkorporierte Kirche von Tuntenhausen wurde bereits 1226 erwähnt. Erstmals für das Jahr 1441 ist sie mit einem Mirakel belegt. Wegen des zunehmenden Pilgerstroms wurde sie 1470/80 durch eine größere Hallenkirche ersetzt. 1513–1533 kam der Doppelturm mit zwei Spitzhelmen hinzu, der die charakteristische Westfront der Kirche prägt. Nach den Bränden von 1548 und 1584 wurde die Kirche jeweils wieder instand gesetzt.
Nachdem die Zahl der Wallfahrer stetig zunahm, erfolgte unter Kurfürst Maximilian I. ein Neubau nach Plänen des Münchner Baumeisters Veit Schmidt, wobei Teile des Vorgängerbaus sowie die Türme beibehalten wurden. Der Bauvertrag wurde am 11. April 1628 vom Beyhartinger Propst Johann Gering unterzeichnet. Die Bauleitung oblag dem Klosterbaumeister Caspar Pfister. Nach zwei Jahren Bauzeit konnte der Kirchenneubau am 1. September 1630 geweiht werden.
Zu einem Niedergang der Wallfahrt kam es durch die Auswirkungen der Säkularisation, die 1803 vom bayerischen Finanzminister Maximilian von Montgelas durchgesetzt wurde. Sie sah sogar einen Abbruch der Kirche vor und die Wiederverwendung der dadurch gewonnenen Baumaterialien, was jedoch verhindert werden konnte. Noch im 19. Jahrhundert wurde die Wallfahrt wieder aufgenommen.
1890 wurden die beiden barocken Zwiebelhauben des Turms durch die heutigen hohen, weithin sichtbaren Spitzhelme ersetzt. 1942 erhob Papst Pius XII. die Wallfahrtskirche zu einer Basilica minor. Heute gehört sie zu den bedeutendsten Wallfahrtskirchen Bayerns. Eine besondere Bedeutung in der Öffentlichkeit hat die Kirche durch die Wallfahrten und Gottesdienste des Katholischen Männervereins Tuntenhausen, einer CSU-nahen, christlich-konservativen Gruppierung mit teilweise großem politischem Einfluss.
An der Nordseite der Kirche befindet sich die neugotische Gruftkapelle der Familie Arco-Zinneberg auf Maxlrain. Das Vesperbild aus Carrara-Marmor wurde von Wilhelm Achtermann für den neugotischen Altar der Kirche geschaffen und gelangte nach dessen Abbruch in die Kapelle.

## Ausstattung
- Den Hochaltar schuf 1630 Hans Schön d. Ä. als Stiftung des Kurfürsten Maximilian I. Im Säulenaufbau befindet sich das Gnadenbild der Muttergottes von 1534, ihr zur Seite die hll. Dorothea und Katharina, in der Bekrönung Gottvater mit Jesuskind.
- Der Altar der Rosenkranzbruderschaft im nördlichen Chorbogen ist eine Stiftung des Feldherrn Tilly. Das Altargemälde stellt die Verleihung des Rosenkranzes an Dominikus dar, der von den hll. Johannes dem Täufer und Johannes Evangelist umgeben ist.
- Das Gemälde des Altars im südlichen Chorbogen zeigt den Tod des hl. Andreas sowie die Figuren der hll. Joseph, Joachim, Erzengel Michael und Raphael. In der Bekrönung Gemälde der hl. Anna mit der jungen Maria.
- Die Altäre im Chorumgang entstanden nach 1634. Sie befanden sich bis 1877 an den Mittelschiffpfeilern:
  - Der nördliche zeigt im Altarblatt Mariä Heimsuchung, an der Predella das Martyrium des hl. Andreas und in der Bekrönung ein ovales Gemälde Gottvater und der hl. Augustinus.
  - Am südlichen wird der hl. Sebastian dargestellt, in der Bekrönung der hl. Rochus und an der Predella der Bethlehemische Kindermord.
- Von den zwölf Aposteln an den Wänden entstanden acht von 1630 bis 1644, die anderen vier um 1773.
- Geschnitzte Sakristeitür von 1647.
- Die Patrona Bavariae über dem Triumphbogen entstand um 1630.
- Zahlreiche Votivtafeln und -kerzen aus dem 16. und 17. Jahrhundert.
- Die hohen ungefassten Schränke unter der Empore stammen aus der Werkstatt des Münchner Architekten Joseph Elsner. Sie sind dem 17. Jahrhundert nachempfunden.[3]

### Orgel
Das Instrument wurde von Orgelbau Linder geschaffen und am 24. November 2019 von Reinhard Marx geweiht. Es hat 24 Stimmen auf zwei Manualen und Pedal. Das Gehäuse stammt aus dem Jahre 1749 und enthielt ursprünglich ein Werk von Johann Andreas Fux (* 4. Dezember 1712 in Donauwörth; † 4. Mai 1772 ebenda; Sohn des Johann Georg Fux), das 1903 von Josef Hackl und 1954 von Anton Schwenk und Franz Wappmannsberger stark verändert, und damit zerstört worden war; um auf der Empore Platz zu gewinnen, wurde das Gehäuse beim Eingriff 1953/54 ca. 42 cm in der Tiefe gekürzt, als Folge büßte die Orgel ihre Stabilität ein. Bei der Erneuerung des Instrumentes mussten zuallererst die fehlenden Teile des Gehäuses nachgebaut, tischlerisch verbunden und so statisch wieder hergestellt werden. Daraufhin wurde die Fassung des Gehäuses restauriert und darin ein neues Schleifladen-Werk mit mechanischer Traktur eingefügt.
Die Linder-Orgel hat folgende Disposition:
| I Hauptwerk C–f3 |               |         |
| 01.              | Bordun        | 16′     |
| 02.              | Principal     | 08′     |
| 03.              | Flaut maior   | 08′     |
| 04.              | Gamba         | 08′     |
| 05.              | Biffara       | 08′     |
| 06.              | Octav         | 04′     |
| 07.              | Flaut minor 0 | 04′     |
| 08.              | Quint         | 02 ⁄3′  |
| 09.              | Superoctav    | 02′     |
| 10.              | Terz          | 01 3⁄5′ |
| 11.              | Mixtur IV     | 01 ⁄3′  |
| 12.              | Trompete      | 08′     |

| II Unterwerk C–f3 |             |        |
| 13.               | Copel       | 8′     |
| 14.               | Salicional  | 8′     |
| 15.               | Spitzflaut  | 4′     |
| 16.               | Nasard      | 2 ⁄3′  |
| 17.               | Doublette   | 2′     |
| 18.               | Terz        | 1 3⁄5′ |
| 19.               | Vox Humana  | 8′     |
|                   | Tremulant 0 |        |

| Pedal C–d1 |               |     |
| 20.        | Violonbaß     | 16′ |
| 21.        | Subbaß        | 16′ |
| 22.        | Octavbaß      | 08′ |
| 23.        | Superoctavbaß | 04′ |
| 24.        | Posaunbaß     | 16′ |

- Koppeln: II/I, I/P, II/P
- Effektregister: Spielwerk (Windrad) mit gestimmten Röhrenglocken, perpetuelles Motiv: Salve Regina

Anmerkungen
1. ↑  75% Sn, ab g0, überschwebend.
2. ↑  Kanaltremulant.
3. ↑  Fichte offen, teilweise von Jos. Hackl.

### Glocken
Im Turm hängen 5 Glocken. Zwei Glocken mit den Schlagtönen b0 und f1 wurden 1878 von dem Glockengießer J. Grassmayr gegossen. die drei weiteren Glocken mit den Schlagtönen d1, g1 und a1 wurden 1949 von dem Glockengießer Karl Czudnochowsky nach dem Zweiten Weltkrieg wieder ergänzt.
Die Gesamtdisposition: b0 – d1 – f1 – g1 – a1

## Galerie

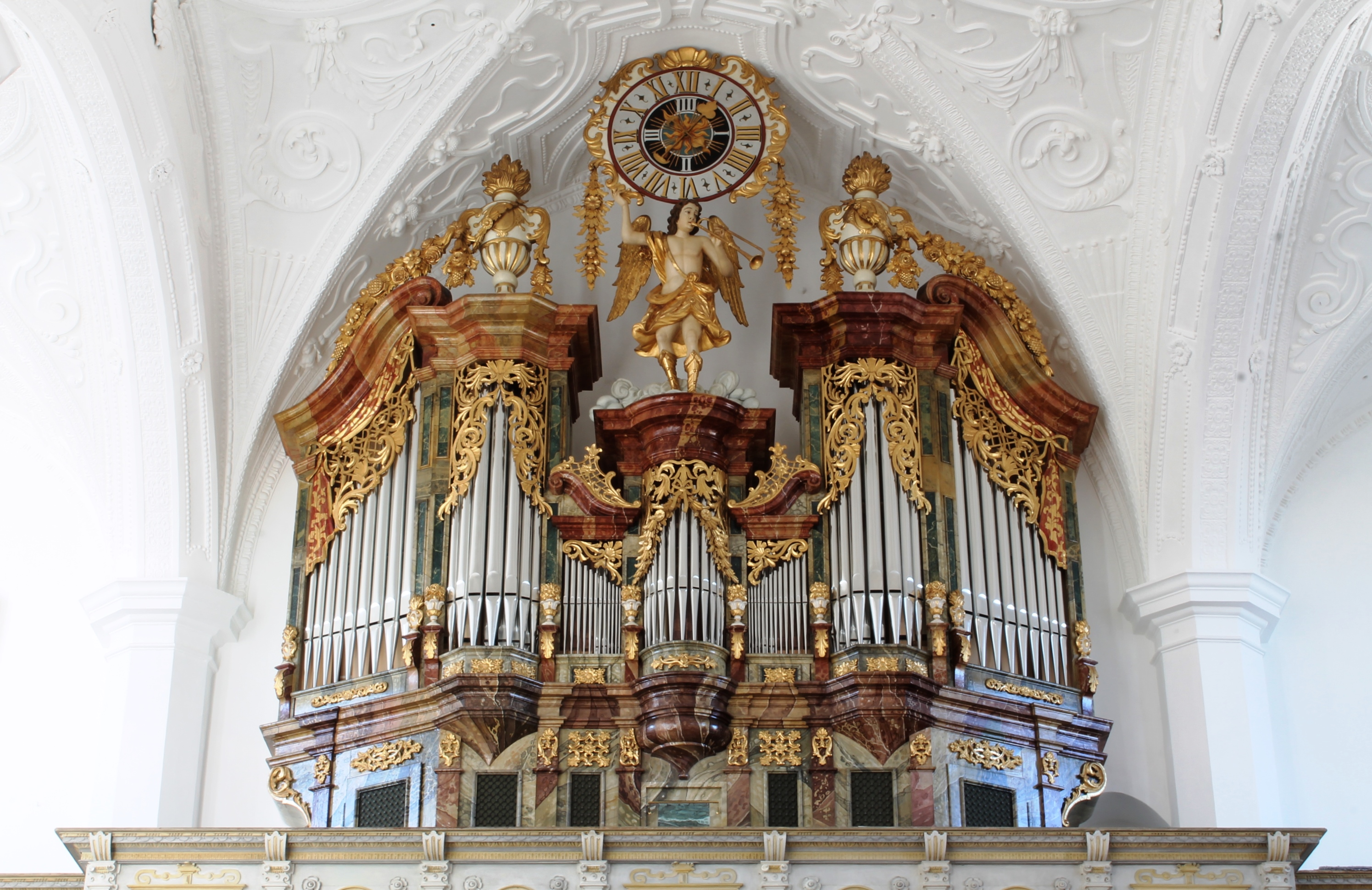
Alois Linder-Orgel 2019
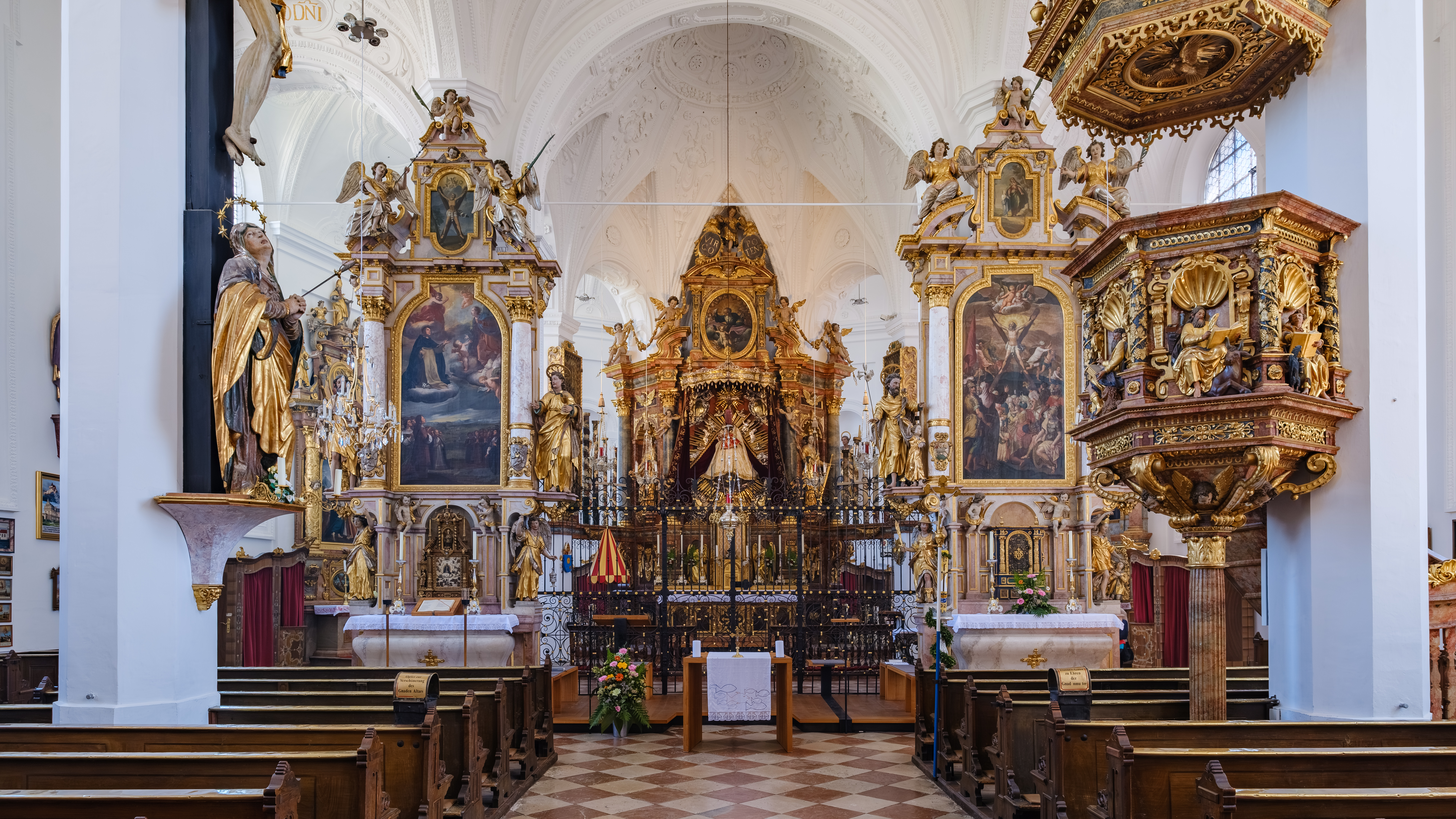
Blickrichtung Hauptaltar
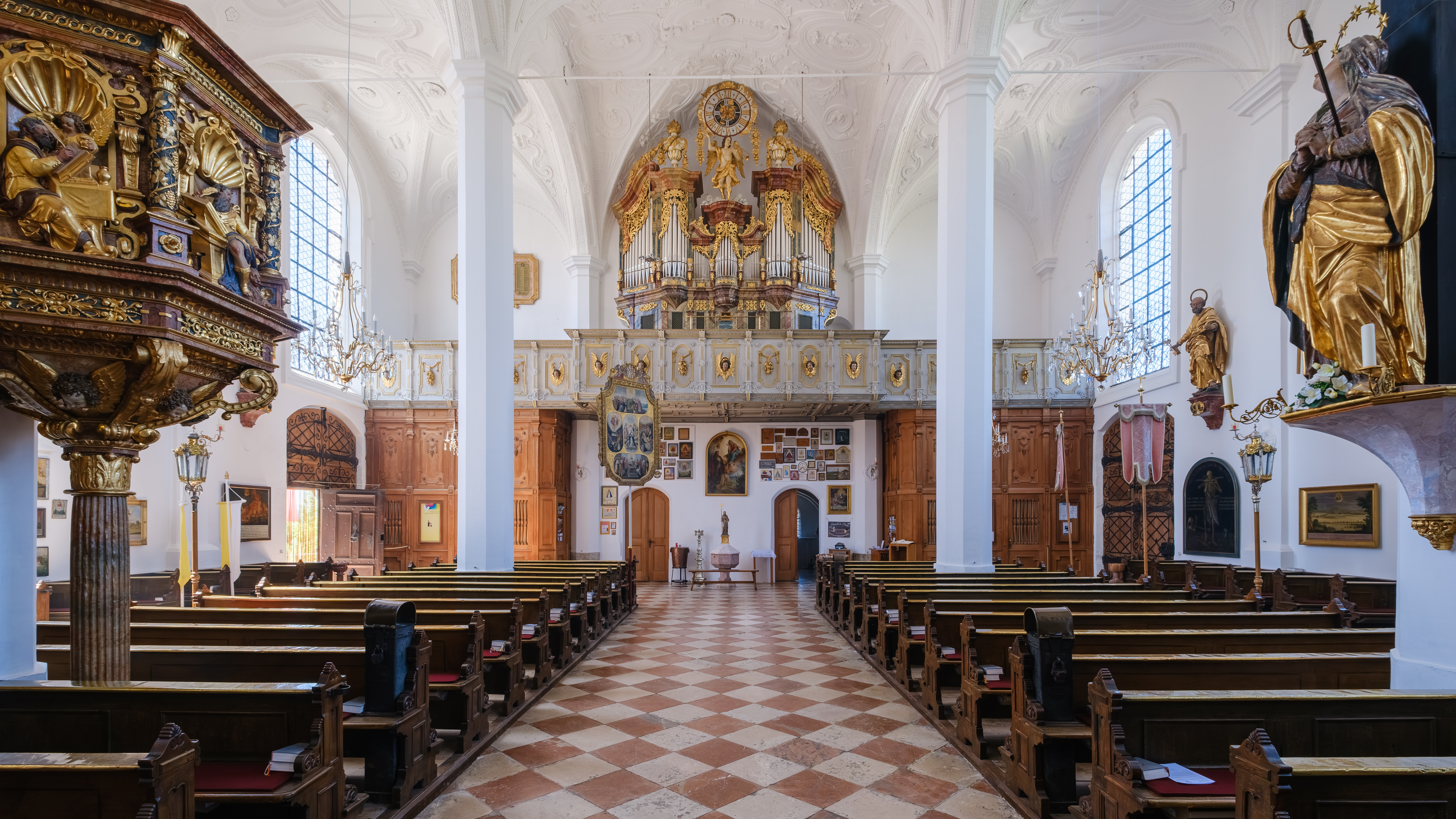
Blickrichtung Orgel